# Kliplev
Kliplev es un pueblo danés incluido dentro del municipio de Aabenraa, en la región de Dinamarca Meridional.

## Historia
Kliplev prosperó durante la Edad Media gracias al comercio y las peregrinaciones que se efectuaban por el denominado Ochsenweg (camino de los bueyes) que discurría desde el norte de Dinamarca hasta la ciudad de Hamburgo. De hecho, su iglesia también era destino para los peregrinos.
Formaba parte del ducado de Schleswig que fue anexado en 1864 a Prusia tras la guerra de los Ducados entre este país y Dinamarca.  En 1901 quedó conectada a la red ferroviaria mediante el ramal que partía de Flensburgo.
Después de finalizar la I Guerra Mundial, el Tratado de Versalles determinó que se debía celebrar un pleibiscito en el que la población decidiera a cual país pertenecer: Dinamarca o Alemania. El norte de la región – y con ella, Kliplev – decidió integrarse en Dinamarca por lo que la localidad pasó a ser parte de este país a partir de 1920.

## Geografía
Kliplev se sitúa en la parte sur de la península de Jutlandia. Las localidades vecinas son las siguientes:
| Noroeste: Bolderslev | Norte: Bolderslev y Stubbæk | Noreste: Felsted |
| Oeste: Tinglev       |                             | Este: Kværs      |
| Suroeste: Tinglev    | Sur: Hølbol                 | Sureste: Hølbol  |

Su territorio está caracterizado por la presencia de suaves colinas y tiene como elementos destacados los lagos Hostrup Sø y Sødgård Sø  situados al norte y este respectivamente del casco urbano. Entre el primer lago y la localidad existe una zona de humedales con pequeñas lagunas. El arroyo Bjerndrup Mølleå, por su parte, discurre de este a oeste.
El terreno está dedicado principalmente a la agricultura con presencia de dos masas boscosas: Årtoft Plantage en la parte norte y Sødgård al este, junto al lago homónimo. Otras parcelas forestales de menor entidad se encuentran junto al Hostrup Sø y las pequeñas lagunas.

## Comunicaciones
Junto a Kliplev pasan las autopistas (motorvej) E-45 y Sønderborgmotorvejen que se juntan cerca del casco urbano. La segunda continúa hacia el oeste como carretera nacional (motortrafikvej) n.º 8. Su área la atraviesan la carreteras regionales (landevej)  n.º 179 y n.º 481 (que interseccionan con la citada n.º 8). Varias carreteras locales permiten conectar la localidad con las vecinas.
En la población tenían parada en 2017 las siguientes líneas de autobús:
| Líneas de autobuses en Kliplev (2017) |                                                             |
| Número                                | Recorrido                                                   |
| 128                                   | Aabenraa – Felsted – Kværs – Hokkerup – Gråsten             |
| 227                                   | Aabenraa – Stubbæk – Tinglev – Kliplev – Stubbæk – Aabenraa |
| 641                                   | Felsted – Søgård – Kliplev – Bjerndrup                      |

La localidad está conectada a la red ferroviaria y cuenta con estación de tren. La línea permite conectar con la cercana estación de Tinglev por donde pasa la vía que viene desde Alemania y continúa hacia el norte por Dinamarca
Los aeropuertos más próximos son los de Sønderborg (32 km) para vuelos regionales; Vojens (40 km) para vuelos chárter así como Sylt (107 km) y Billund (110 km) para vuelos internacionales.

## Demografía
| Población de Kliplev entre 2010 y 2017 |
|                                        |
| Fuente: Statistics Denmark.            |

A 1 de enero de 2017 vivían en la localidad 1253 personas de las que 612 eran hombres y 641 mujeres. Kliplev está integrado dentro del municipio de Aabenraa y supone el 2% del total de sus habitantes. La densidad de población en este municipio era de 63 hab/km² muy inferior a la del total de Dinamarca que se sitúa en 133 hab/km².

## Economía
Además del sector primario representado por una agricultura dedicada mayoritariamente al cereal y por una ganadería estabulada, existe un sector secundario localizado principalmente en un polígono industrial junto al cruce de autopistas. En él hay un taller para chapa y otro para tractores; fábricas de cajas reductoras, vigas de madera, componentes electrónicos así como cabinas para instalaciones industriales. Ya dentro de la localidad, hay otro taller de chapa y pintura.
Dentro del sector terciario o de servicios se encuentra tres empresas de transporte y almacenamiento; un distribuidor de artículos de fontanería y climatización; un distribuidor de artículos de alimentación, un comerciante de coches usados, un instalador de climatizadores, un electricista, una gasolinera, un supermercado así como varios pequeños comercios. También existen varios establecimientos de hostelería pero ninguno de alojamiento.

## Educación, deportes y sanidad
La localidad cuenta con una guardería. También tiene una escuela de primaria pero para la educación secundaria se tienen que desplazar a la vecina Felsted (12 km). En esta población también se encuentra la clínica médica más cercana.
Para los deportes, dispone de unas instalaciones multiusos donde se puede practicar bádminton, balonmano, yoga y voleibol. En sus pistas exteriores, adicionalmente, fútbol.

## Turismo

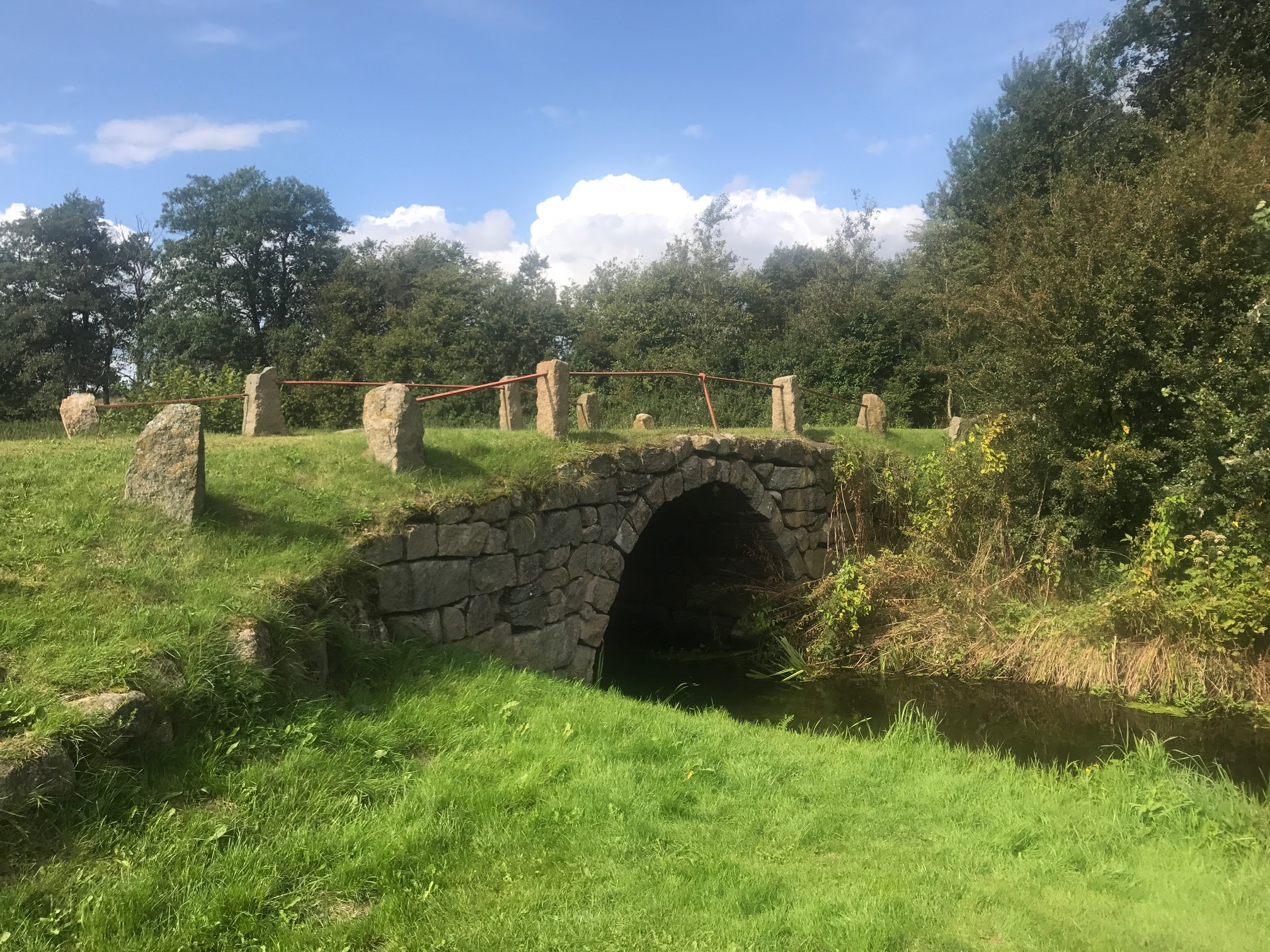
El Povls Bro sobre el que transita la ruta denominada Hærvejen.

El turismo está centrado en su entorno natural con su lago. La población es punto de paso de la ruta de senderismo y peregrinación  denominada Hærvejen que discurre entre Hirtshals/Frederikshavn y Padborg. Esta, además, es uno de los Caminos de Santiago que provienen del ámbito nórdico. Para acoger a los caminantes existen dos albergues, uno al norte junto al río Bjerndrup Mølleå y otro al oeste del casco urbano.
Al norte de la localidad se sitúa un campo de golf. En cuanto a monumentos, cuenta con su iglesia que está considerada como el edificio de madera más antiguo de Dinamarca. También es notable su antiguo puente de granito llamado Povls Bro sobre el citado Bjerndrup Mølleå.